# 詹姆斯敦 (堪薩斯州)
詹姆斯敦（英語：Jamestown）是一個位於美國堪薩斯州克勞德縣的城市。

## 地方資料
根據2020年美國人口普查的數據，詹姆斯敦的面積為0.76平方千米，當中陸地面積為0.76平方千米，而水域面積為0.00平方千米。當地共有人口237人，而人口密度為每平方千米311.84人。